# All'assalto del viale
All'assalto del viale (Bucking Broadway) è un film muto del 1917 diretto da John Ford e prodotto da Harry Carey, che era anche il protagonista del film. Gli altri interpreti erano Molly Malone, L.M. Wells, Vester Pegg,  William Steele, Gertrude Astor, Martha Mattox. La sceneggiatura si basa su un soggetto di George Hively.

## Trama
Cheyenne Harry, caposquadra in un ranch, si innamora della figlia del suo capo, Helen Clayton. Lei pare ricambiarlo ma, ben presto, rivolge le sue attenzioni verso Thornton, un elegante e raffinato agente di borsa che l'attira in città. Là, però, Helen si rende conto che le intenzioni di Thornton nei suoi riguardi non sono molto onorevoli e manda a chiamare Harry. Questi accorre: in città fa amicizia con un gruppo di imbroglioni che lo aiutano a rintracciare la ragazza una sera che questa si trova in un cabaret con Thornton. Dopo aver ingaggiato un vivace scontro fisico con l'agente di borsa, Harry si riprende l'innamorata e la riporta sana e salva al ranch.

## Produzione
Il film fu prodotto dalla Universal Film Manufacturing Company. Secondo quanto riportato da fonti pubblicitarie, durante la lavorazione del film l'attore protagonista Harry Carey si ruppe una costola.

## Distribuzione
Il copyright del film, richiesto dalla Universal Film Mfg. Co., Inc., fu registrato il 14 dicembre 1917 con il numero LP11840.

Distribuito negli Stati Uniti dall'Universal Film Manufacturing Company, il film uscì nelle sale cinematografiche il 24 dicembre 1917.
Nel 2004, il film - restaurato dagli Archives Françaises du Film in cooperazione con il Museum of Modern Art - uscì distribuito in DVD allegato alla rivista francese Cinéma in una versione di 53 minuti con le didascalie in inglese e i sottotitoli in francese.

### Conservazione
Ritenuto un film perduto, nel 2002 ne venne ritrovata una copia che si trova conservata negli Archives Françaises du Film du Centre National de la Cinématographie di Bois d'Arcy.